# Schron na Placu Zamkowym
Schron na Placu Zamkowym. Powieść o Warszawie z 1980 roku – powieść Andrzeja Ziemięckiego wydana po raz pierwszy w 1947 nakładem czasopisma „Kurier Codzienny”, pierwsza polska powojenna książka fantastycznonaukowa wydana jako druk zwarty (wcześniej, w 1946 w piśmie „Nowy Świat Przygód” ukazała się powieść Stanisława Lema Człowiek z Marsa). 

## Fabuła
Bohater, inżynier Jerzy Walewski podczas powstania warszawskiego, które spędza w schronie na warszawskim Placu Zamkowym, zapada w letarg, z którego budzi się dopiero po 35 latach. Nowy świat zadziwia go dobrobytem i wszechobecnymi urządzeniami technicznymi ułatwiającymi życie. Dominującym państwem są Stany Zjednoczone Europy, a Warszawa jest miastem portowym połączonym kanałami z Bałtykiem i Morzem Czarnym.

## Recepcja
Antoni Smuszkiewicz ocenia, że powieść jest „wyrazem tęsknot ku lepszej przyszłości”, zaś akcja jest „nad wyraz prosta” i ma „charakter zdecydowanie statyczny”, a „fabułę wypełniają nie kończące się odwiedziny, spacery i spotkania towarzyskie”. Niemniej, jak pisze Andrzej Niewiadowski, jest wyjątkowa na tle innych polskich powieści fantastycznych z lat 1945-1949, ponieważ jako jedna z niewielu nie skupia się na problematyce politycznej i wojennej, lecz na wizji odbudowanej stolicy, wychodząc naprzeciw nadziejom i potrzebom społecznym.